# 雑色駅
雑色駅（ぞうしきえき）は、東京都大田区仲六郷二丁目にある、京浜急行電鉄（京急）本線の駅である。駅番号はKK18。

## 歴史
駅名は、開業当時の地名である雑色村に依る。「雑色」は鎌倉時代に宮中の雑役を務めた地名だが、明治末期に六郷村に編入され、地名は駅名のみに残る。
- 1901年（明治34年）2月1日 - 京浜電気鉄道の駅として六郷橋駅 - 大森駅開通と同時に開業する。
- 1923年（大正12年）4月1日 - 駅を道路上の停留所から新設軌道上へ移転する。
- 1979年（昭和54年）7月 - ホーム有効長を4両編成対応から6両編成対応に延長するとともに、構内踏切を廃止して地下道とする。
- 2000年（平成12年）12月 - 東京都の事業による京急蒲田駅付近連続立体交差事業に着手する[3]。
- 2010年（平成22年）5月16日 - 上りホームを高架線へ切り替える[4][5]。
- 2012年（平成24年）10月21日 - 下りホームを高架線へ切り替える[3]。
- 2017年（平成29年）3月 - 京急蒲田駅付近連続立体交差事業が完了する[6]。

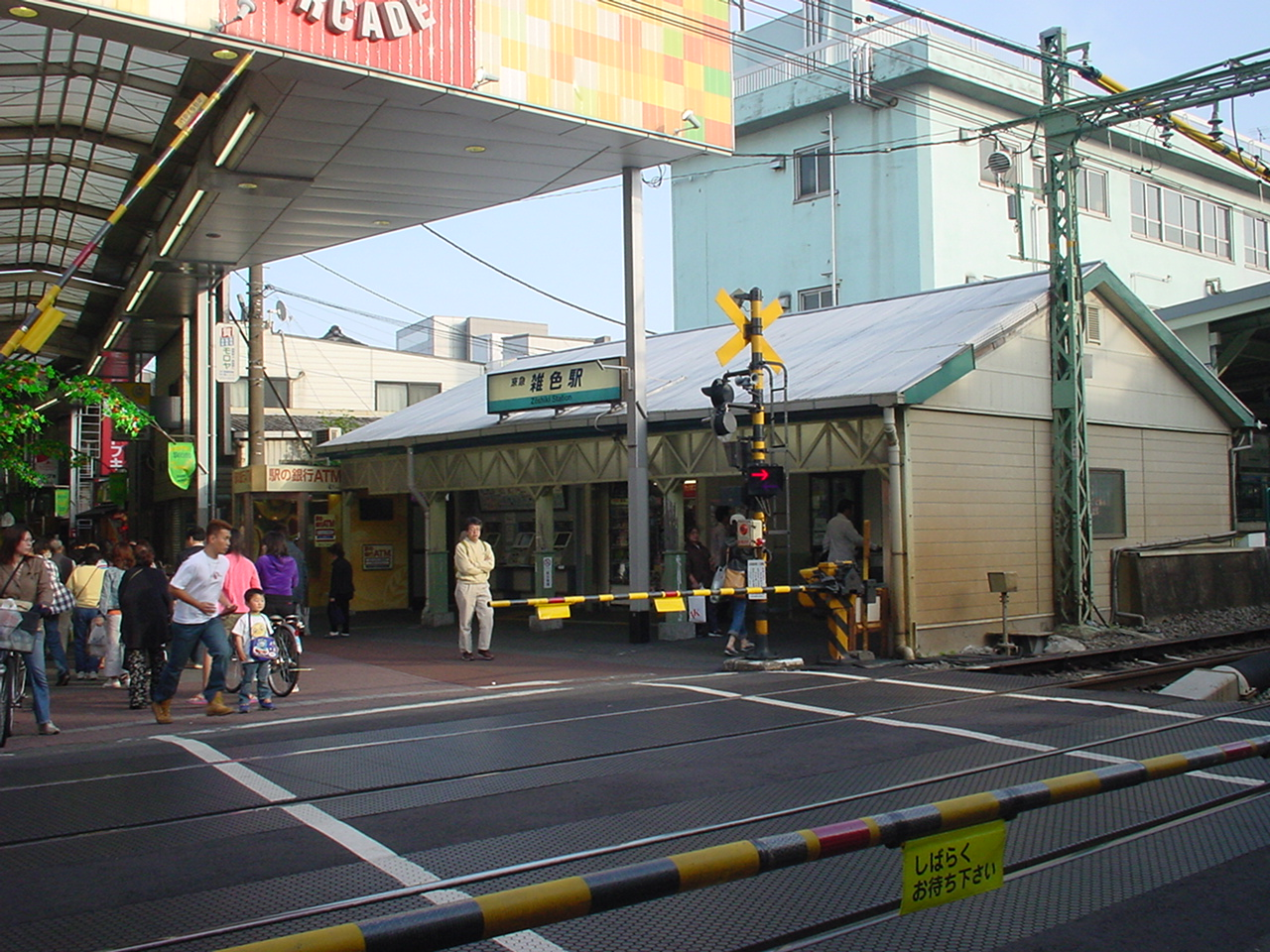
地上時代の駅舎（2006年5月）
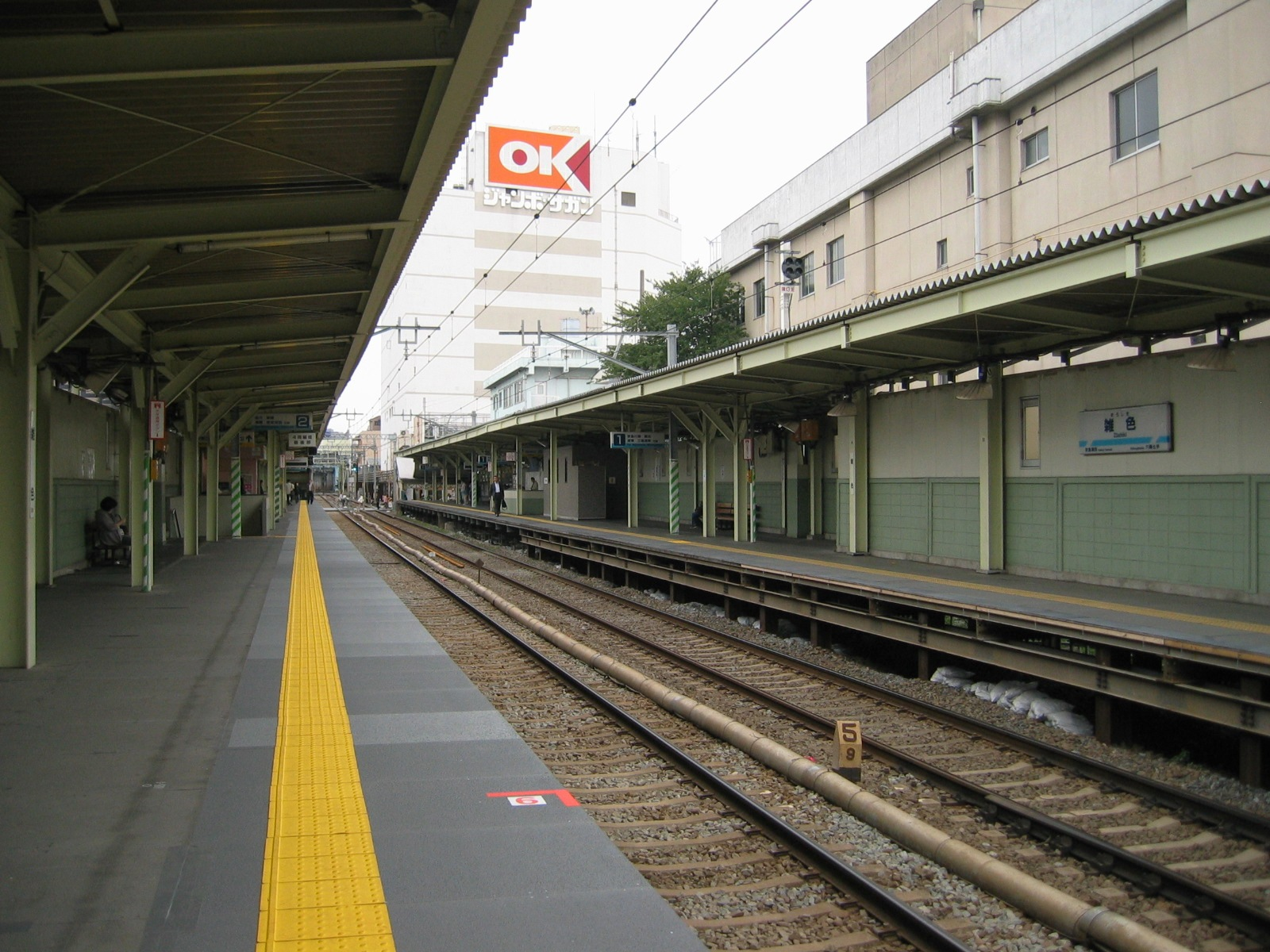
地上時代のホーム（2007年10月）

## 駅構造

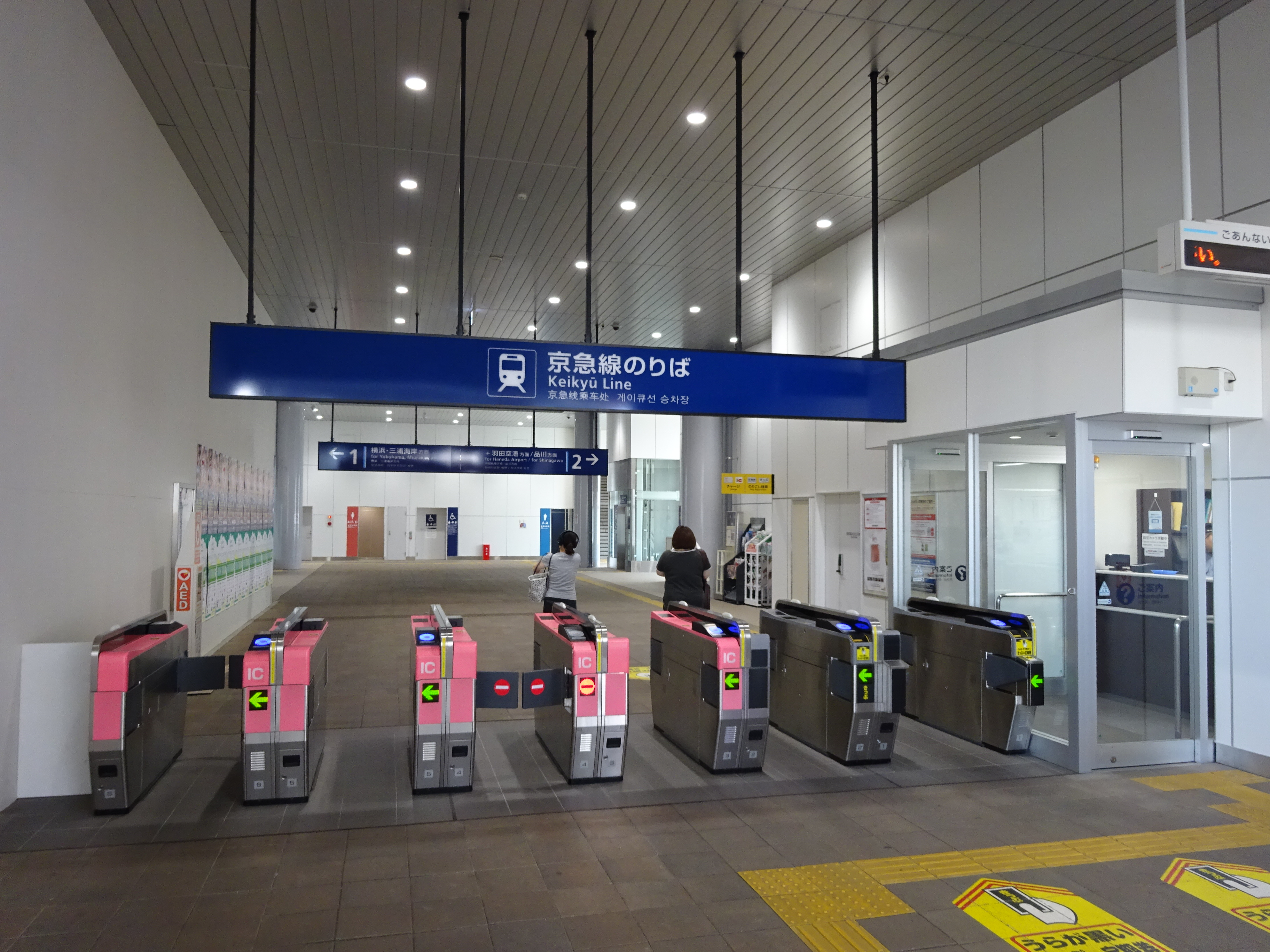
改札口（2016年8月11日）

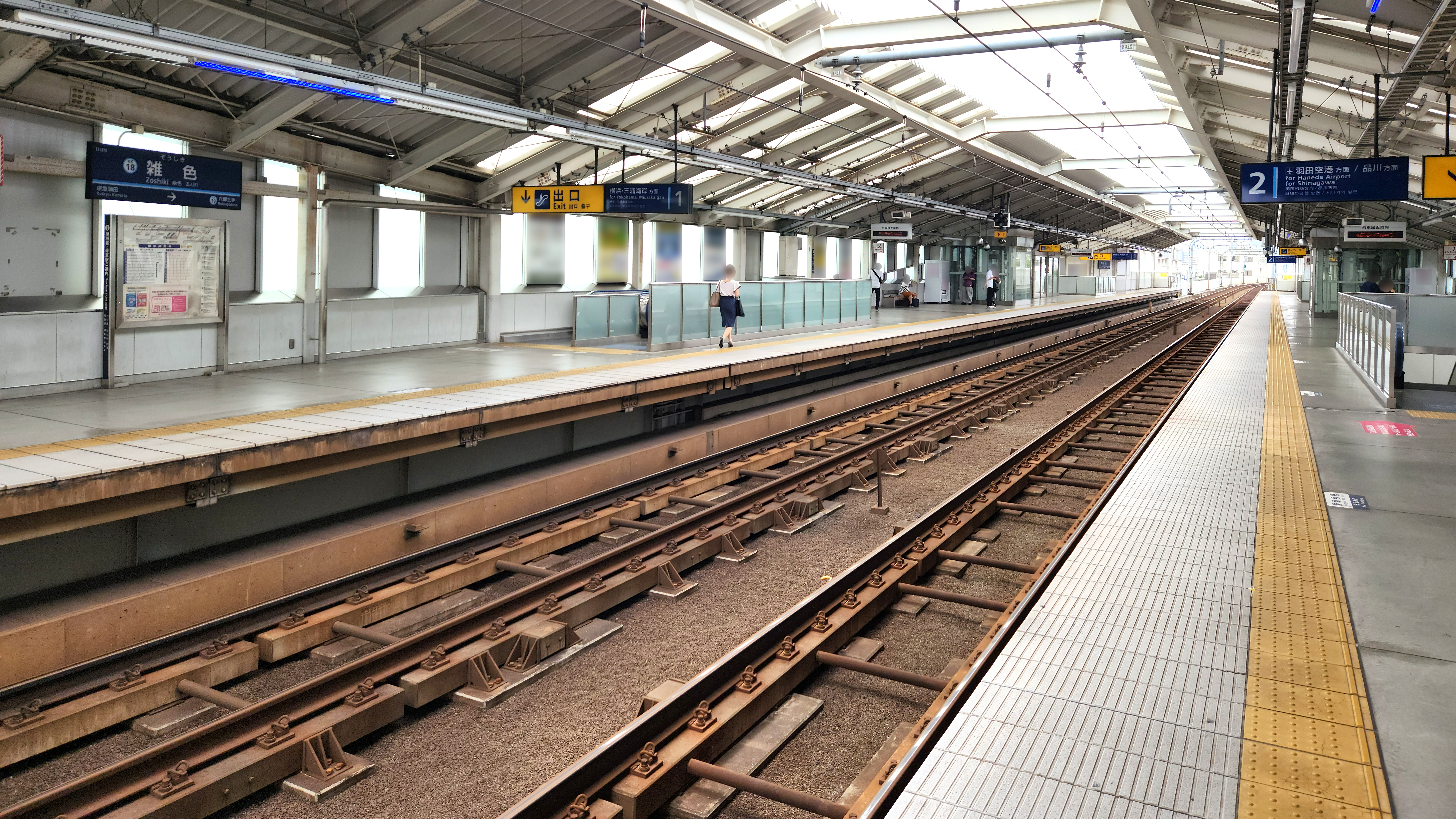
ホーム（2023年7月8日）

相対式ホーム2面2線を有する高架駅である。駅舎は下り線側にあり方面ごとに改札が分かれていたが、2015年6月27日に駅舎を若干横浜寄りに移設して改札が集約された。
連続立体交差工事前は上下線とも地上駅で、駅舎から上り線ホームへ構内踏切で、のちに地下道で連絡していた。

### のりば
| 番線 | 路線 | 方向 | 行先                    |
| ---- | ---- | ---- | ----------------------- |
| 1    | 本線 | 下り | 横浜・三浦海岸方面      |
| 2    | 本線 | 上り | 羽田空港方面 / 品川方面 |

## 利用状況
2024年（令和6年）度の1日平均乗降人員は30,842人で、京急線全72駅中16位。普通のみが停車する京急線の駅で最も乗降人員が多い。
近年の1日平均乗降・乗車人員の推移は下表の通り。
| 年度               | 1日平均 乗降人員 | 1日平均 乗車人員 | 出典     |
| ------------------ | ---------------- | ---------------- | -------- |
| 1990年（平成02年） |                  | 15,030           | [ * 1 ]  |
| 1991年（平成03年） |                  | 15,131           | [ * 2 ]  |
| 1992年（平成04年） |                  | 15,321           | [ * 3 ]  |
| 1993年（平成05年） |                  | 15,471           | [ * 4 ]  |
| 1994年（平成06年） |                  | 15,414           | [ * 5 ]  |
| 1995年（平成07年） |                  | 15,342           | [ * 6 ]  |
| 1996年（平成08年） |                  | 14,808           | [ * 7 ]  |
| 1997年（平成09年） |                  | 14,627           | [ * 8 ]  |
| 1998年（平成10年） |                  | 14,786           | [ * 9 ]  |
| 1999年（平成11年） |                  | 14,678           | [ * 10 ] |
| 2000年（平成12年） |                  | 14,526           | [ * 11 ] |
| 2001年（平成13年） |                  | 14,592           | [ * 12 ] |
| 2002年（平成14年） |                  | 14,685           | [ * 13 ] |
| 2003年（平成15年） | 30,232           | 14,806           | [ * 14 ] |
| 2004年（平成16年） | 30,550           | 15,000           | [ * 15 ] |
| 2005年（平成17年） | 30,786           | 15,140           | [ * 16 ] |
| 2006年（平成18年） | 31,536           | 15,523           | [ * 17 ] |
| 2007年（平成19年） | 31,586           | 15,615           | [ * 18 ] |
| 2008年（平成20年） | 31,376           | 15,647           | [ * 19 ] |
| 2009年（平成21年） | 30,389           | 15,142           | [ * 20 ] |
| 2010年（平成22年） | 29,473           | 14,663           | [ * 21 ] |
| 2011年（平成23年） | 28,997           | 14,410           | [ * 22 ] |
| 2012年（平成24年） | 29,329           | 14,595           | [ * 23 ] |
| 2013年（平成25年） | 29,781           | 14,841           | [ * 24 ] |
| 2014年（平成26年） | 29,557           | 14,723           | [ * 25 ] |
| 2015年（平成27年） | 30,311           | 15,071           | [ * 26 ] |
| 2016年（平成28年） | 30,678           | 15,277           | [ * 27 ] |
| 2017年（平成29年） | 31,106           | 15,482           | [ * 28 ] |
| 2018年（平成30年） | 31,941           | 15,899           | [ * 29 ] |
| 2019年（令和元年） | 32,138           | 15,956           | [ * 30 ] |
| 2020年（令和02年） | 24,401           |                  |          |
| 2021年（令和03年） | 25,458           |                  |          |
| 2022年（令和04年） | 27,889           |                  |          |
| 2023年（令和05年） | 29,756           |                  |          |
| 2024年（令和06年） | 30,842           |                  |          |

## 駅周辺
大田区六郷地域の拠点として、駅の東西両側に長く伸びた比較的大きな商店街を形成し、駅の東側にオーケーの大型店（サガン店）が在る。また、ハンバーガーショップマクドナルド・ゼッテリア(ロッテリアから改装)・モスバーガー・ケンタッキーの4店舗が駅前に存在する珍しい地域である。駅前は車通りは少なく、主に歩行者や自転車が通る道路となっており、バスやタクシー乗り場は駅前には存在しない。当駅周辺は低層の建物が多いが、少し離れた国道沿いやバス通り沿いに中・高層のマンションが並ぶ。大田区の都市計画事業で付属道路や駅前広場の整備が計画されているが進行していない。
駅付近は連続立体交差事業と並行して行われる第一京浜の拡幅工事とそれに伴う用地買収の進展の影響で、第一京浜の西側と京急線の間で、用地買収された空き店舗が増加しているが営業する店舗も多く、事業認可がなされていないことから一部に暫定的に将来の道路予定地として仮設駐車場・駐輪場が設置されている。

### 東口
商店街
- 雑色商店街
- 水門通り商店街

公共・厚生施設
- 大田区役所 六郷特別出張所
- 警視庁蒲田警察署 雑色交番
- 東京都赤十字血液センター 大田出張所
- 京浜診療所

文教施設
- 東京都立六郷工科高等学校 - 第一屋製パン工場跡地に建設された。工場の前身は宮田工業だった。
- 東京都立城南特別支援学校
- 大田区立東六郷小学校
- 大田区立南六郷小学校 - 1985年に大田区立六郷小学校より分離・独立した。
- 大田区立南六郷中学校
- 大田区立六郷中学校

主な商業施設・企業
- オーケー（旧本社事務所および）DCジャンボサガン店
- オーケー 南六郷店
- オリンピック 本羽田店
- ザ・カナーンホテル

金融機関など
- 大田南六郷一郵便局
- 大田南六郷二郵便局
- 三井住友銀行 六郷支店

交通
- 国道15号（第一京浜）
- 七辻 - 七方向交差点

### 西口
文教施設
- 大田区立六郷中学校
- 大田区立仲六郷小学校

金融機関
- 大田仲六郷郵便局

商業施設
- 雑色商店街

### バス路線
最寄りのバス停は徒歩3分の雑色駅通りで、京浜急行バスの下記路線バスが乗り入れている。
路線の詳細は羽田営業所を参照
- 蒲73 六郷橋・大師橋下経由 羽田車庫 行き / 蒲田駅東口 行き
- 蒲74 六郷神社・六郷橋 行き /蒲田駅東口 行き
- 蒲75 六郷橋経由 大師橋下 行き / 蒲田駅東口 行き

雑色商店街の3月最終日曜のさくらまつり、8月の最終土曜・日曜のサマーフェスティバル、6月の六郷神社例大祭、それぞれに際し、バス通りは規制されて国道15号（第一京浜）へ迂回となりバス停も移設される。

## 隣の駅
京浜急行電鉄
 本線
■快特・■特急・■急行
通過
■普通
京急蒲田駅 (KK11) - 雑色駅 (KK18) - 六郷土手駅 (KK19)